# SpaceX CRS-9
SpaceX CRS-9, també coneguda com a SpX-9, va ser un vol de la nau espacial de subministrament no tripulada Dragon de SpaceX en missió operacional de SpaceX contractada per la NASA sota un contracte de Commercial Resupply Services a l'Estació Espacial Internacional que va ser llançada el 18 de juliol de 2016.
La càrrega es va dur a terme amb èxit a l'espai en el Falcon 9 Flight 27 d'SpaceX.